# Abbaye de Saint-Valery-sur-Somme
L’ancienne abbaye Saint-Valery est située à Saint-Valery-sur-Somme. Fondée vers 615 et supprimée à la Révolution, elle était rattachée à l’ordre bénédictin. Elle fut, selon toute vraisemblance, le plus ancien monastère du diocèse d’Amiens.

## Histoire

### Fondation
Au début du VIIe siècle, Walric (Valery de Leuconay) successeur de saint Colomban, quitta l’abbaye de Luxeuil pour fonder un monastère à l’embouchure de la Somme. Le roi Clotaire II lui fit don de la terre de Leuconnay pour y fonder un monastère. À sa mort, Blimond poursuivit son œuvre, soutenu par l’évêque d’Amiens et les rois Clotaire II et Dagobert Ier qui firent des donations.

### La légende d’Hugues Capet
Les Vikings détruisirent l’abbaye à l’époque carolingienne. Elle fut restaurée grâce à Hugues Capet. Une légende bâtie par des moines de Saint-Riquier rapporte qu’Hugues Capet vit en songe  saint Valery et saint Riquier qui lui annoncèrent son accession prochaine à la royauté. Ils lui demandèrent, en échange, de ramener leurs dépouilles, que le comte Arnoul II de Flandre avait emportées au titre de reliques. En 981, Hugues Capet aurait porté lui-même sur ses épaules les chasses reliquaires en traversant la baie de Somme à pied.

### Guillaume le Conquérant bienfaiteur de l’abbaye
En 1066, Guillaume de Normandie abrita sa flotte dans la baie de Somme à cause des vents contraires. Il fit organiser une procession des reliques de saint Valery à travers la ville. Les vents tournèrent et il partit de Saint-Valery-sur-Somme pour l’Angleterre. Après la conquête, il fit don à l’abbaye de Saint-Valery du domaine de Takeley en Essex sur lequel fut fondé un prieuré.
En 1163, Henri II d'Angleterre confirma cette donation.

### Ruine, restauration et disparition de l’abbaye
Au XIIIe siècle, les moines de Saint-Valery asséchèrent les marais du voisinage par le système des renclôtures. Il gagnèrent ainsi, de part et d’autre de la baie, des terrains sur la mer.
Pendant la guerre de Cent Ans, les Anglais abattirent le cloître et les tours de l’abbaye pour en utiliser les matériaux.
En 1451, les moines furent dispersés et Louis XI, ordonna la destruction de l’abbaye en 1475.
Wallerand de Lannoy releva l’abbaye, mais la discorde parmi les moines provoqua l’assassinat dans l’enceinte même du monastère de son successeur Jean de Haudrechies.
Au XVIe siècle, l’abbaye tomba sous le régime de la commende. Le cardinal Louis de Bourbon-Vendôme en devint abbé commendataire.
En 1568, les huguenots dirigés par François de Cocqueville, incendièrent l’abbaye et la ville.
Au XVIIe siècle, Fénelon fut abbé commendataire de Saint-Valery avant de devenir archevêque de Cambrai. L'abbaye fut rattachée à la congrégation de Saint-Maur, en 1644. Elle devint un centre intellectuel, les prêtres poètes Jacques Leclercq, Nicolas Chevalier, Charles Prévost, le théologien, Charles Blondin et le naturaliste, Pierre Blondin, participèrent à son rayonnement.
À la fin du XVIIIe siècle, l’abbaye possédait de nombreuses terres et de vastes bâtiments. Le comte d’Artois, frère de Louis XVI, le futur Charles X, voulut transformer l’abbaye qui n’accueillait plus que neuf moines, en hôpital maritime. Il n’en eut pas le temps.
À la Révolution, l’abbaye fut déclarée bien national. Une partie fut vendue en 1791 à Jean Ricot (1746-1828), négociant armateur à Saint-Valery . Par la suite une autre partie de l'abbaye fut acquise par Antoine-Augustin Renouard qui s'y retira en 1834.

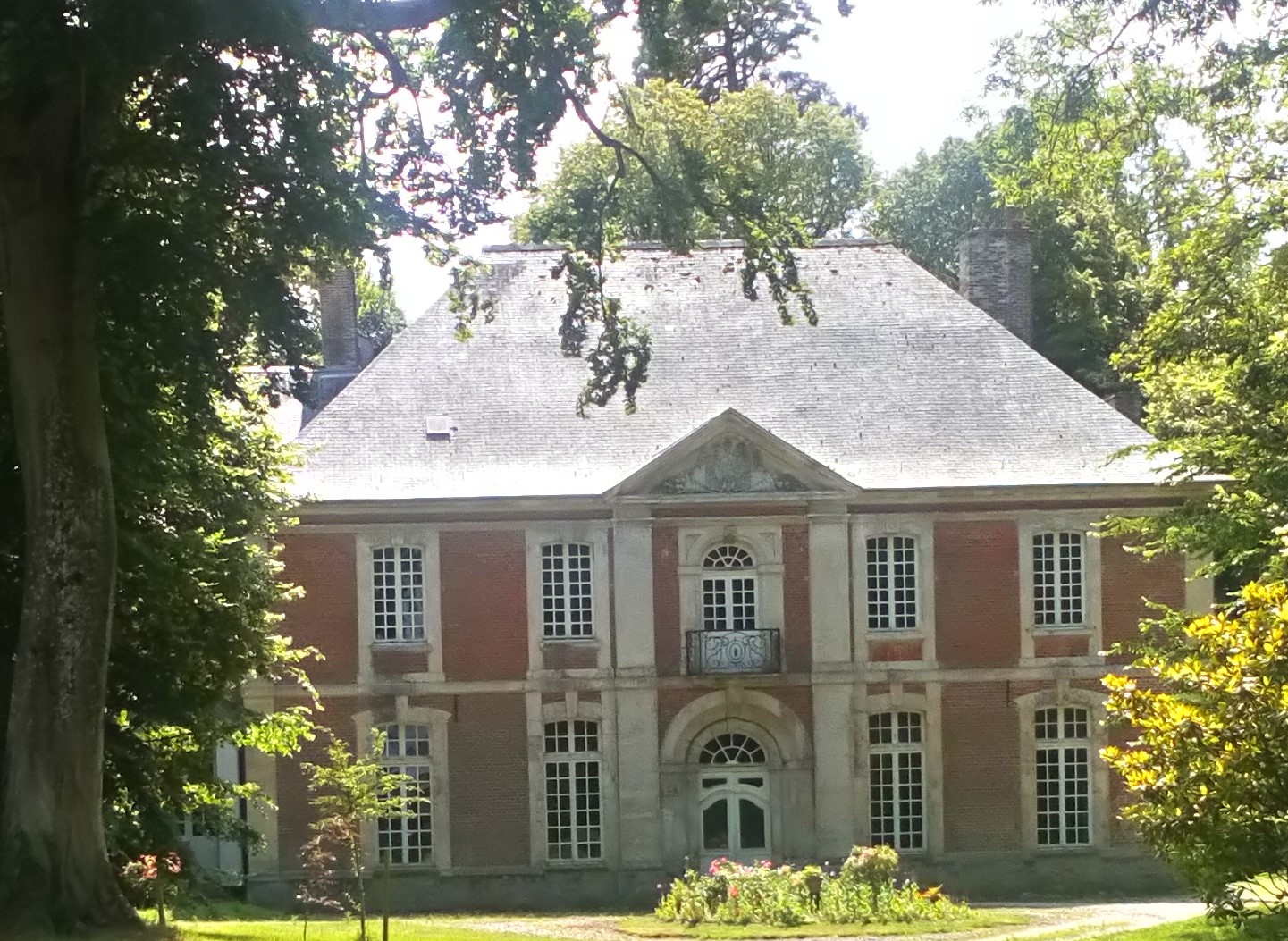
Le logis abbatial de Saint-Valery-sur-Somme.

## Vestiges
Il subsiste de l’abbaye des ruines du bas-côté sud et de la chapelle absidiale de l’église abbatiale (XIIIe siècle) et quelques restes du cloître du XVIIe siècle.
Le palais abbatial en brique et pierre datant de 1752 et le mur d’enceinte en damier de silex et de craie (XVIIe – XVIIIe siècles) sont toujours intacts, ils font désormais partie d’une propriété privée. Ils sont protégés en tant que monuments historiques inscrits depuis 1989.

## Pour approfondir